# Матченко, Иван Павлович
Иван Павлович Матченко   (1850 — 15 мая 1919, Киев) — русский педагог, общественный деятель, писатель. 

## Биография
Окончил Полтавскую семинарию и,в 1878 году Киевскую духовную академию по отделу исторических наук, в том же году сдал в Киевском университете им. Св. Владимира на звание учителя гимназии, был определён на звание штатного учителя истории и географии в Глуховский учительский институт. Через два года был переведён в Полтаву, где преподавал в Александровском реальном училище. В 1886 году возвращается в Киев, где продолжает преподавательскую работу в Киевском реальном училище.
Одной из главных заслуг в деятельности Ивана Павловича Матченко была работа по организации женского образования. Эту работу он начинает ещё в Полтаве, где преподаёт в Полтавской Мариинской женской гимназии. По приезде в Киев он знакомится с Петром Яковлевичем Армашевским, профессором Киевского университета и горячим сторонником высшего женского образования. После этого Матченко много лет работает в Киеве на ниве женского образования - преподаёт в Министерской женской гимназии, возглавляет Педагогический совет частной женской гимназии.  В 1902 году он входит в состав Комиссии по преобразованию средней школы. В целом педагогической работе Иван Павлович Матченко посвятил 35 лет жизни.

## Литературная и общественная деятельность
Придерживаясь монархических взглядов, Иван Павлович Матченко в 1908 году вступил в крупнейшую организацию Киева консервативного направления – Киевский клуб русских националистов.  Помимо этого он многократно выступает с лекциями в Киевском просветительском религиозно-православном обществе. Как литератор, Иван Павлович Матченко написал ряд работ религиозного и краеведческого характера, а также касающихся преподавания географии в школе.

## Смерть
Во время второго занятия Киева большевиками в руки ЧК попал список активистов Киевского клуба русских националистов. По этому списку было арестовано и расстреляно 68 человек, включая Ивана Павловича Матченко, несмотря на попытки его жены доказать, что он не относится к «нетрудовым элементам» (в своём письме она в частности указывала, что «муж уже 10 лет в отставке после 35-летней учительской деятельности. Занимался учёными трудами и домашним хозяйством»).

## Сочинения
- 25-летие Киевского реального училища (1873-1898). Историческая записка. – Киев, 1898.
- 3 курса всеобщей географии, 2 курса учебника географии России
- Св. равноапостольный кн. Владимир, просветитель Руси/Странник, 1888
- К делу о начале единоверия в городе Кременчуг/Киевская старина, 1880, июнь
- Заштатный город Градижск/Полтавские епархиальные Ведомости, 1884, 14-15
- Святый равноапостольный князь Владимир просветитель Руси. 900 лет крещения Руси. – Спб, 1889
- Досифей, патриарх Иерусалимский и его время. – Москва, 1878
- Скит пречистыя в Церковщине. Читано в собрании Киевского просветительского религиозно-православного общества. – Киев, 1912.